# 獨眼龍政宗 (1942年の映画)
『獨眼龍政宗』（どくがんりゅうまさむね）は、1942年に公開された稲垣浩監督の日本映画。モノクロ、スタンダードサイズ。
石坂洋次郎の小説『小さな独裁者』が原作。

## スタッフ
- 演出 : 稲垣浩[1]、田坂勝彦、菅英雄、天野信
- 脚本 : 稲垣浩[1]
- 原作 : 石坂洋次郎[1] 小説『小さな独裁者』[3]
- 撮影 : 石本秀雄[1]、柴田達矢、青柳壽博
- 音楽指揮 : 西梧郎[1]
- 演奏 : 京都交響楽団[2]
- 録音 : 佐々木稔郎、長岡栄[2]
- 編集 : 西田重雄[2]
- 装置担当 : 角井平吉、菊池脩平
- 大道具 : 上羽慶太郎
- 背景 : 澤井富太郎
- 小道具 : 松本春造
- 照明 : 西村計雄
- 史料担当 : 石橋清一、安田公義
- 按舞 : 小松美登里
- 剣導 : 足立伶二郎
- 擬音効果 : 加藤弘郎
- 美粧 : 小林重夫
- 床山 : 湯本秀夫
- 衣裳 : 原田梅夫
- 製作担当 : 高橋幹雄
- 進行 : 橋本梅夫

## キャスト
- 片岡千恵蔵 - 伊達政宗 役[5][6]
- 高山徳右衛門[4] - 小棚木主馬 役
- 水島道太郎 - 永井右近 役[5]
- 戸上城太郎[4] - 小棚木外記 役
- 月形龍之介 - 片倉小十郎 役[5][6]
- 香川良介 - 伊達輝宗 役[5][6]
- 荒木忍[4] - 大内定綱 役
- 尾上華丈[4]
- 藤川三之祐[4] - 遠藤基信 役
- 東良之助[4] - 相馬盛胤 役[6]
- 上田吉二郎[4] - 大内長門 役
- 光岡龍三郎[4] - 大槻中務 役
- 大国一公[4]
- 川崎猛志[2]
- 原聖四郎[4]
- 水野浩[2]
- 市川海老三郎[2]
- 瀬戸司[2]
- 志茂山剛[2]
- 大川原左雁次[4]
- 大隈一郎[2]
- 清水明[2]
- 市川春代 - 愛姫 役[5][6]
- 國分みさを[2] - 園江 役
- 常盤操子[4] - 喜多女 役
- 遠山満[4] - 畠山義継 役
- 仁礼功太郎[4]
- 葉山富之輔[4]
- 若松文男[4]
- 原泉子[6]

## 受賞歴
- 1942年度 第19回キネマ旬報賞
  - 日本映画ベスト・テン8位 『独眼龍政宗』（稲垣浩監督）[7]